# 田家大知
田家 大知（たけ たいち、1974年〈昭和49年〉7月29日 - ）は、日本の音楽プロデューサー、実業家、著作家、作詞家、作曲家、映像作家、音楽ライター、music live saver、居場所クリエイター。株式会社「音楽で君を守る」代表取締役社長、「SHOOT MY DISCO」ベーシスト。東京都府中市出身で、小金井市で育つ。明治大学文学部フランス語学科卒業。父親は音楽評論家でラジオパーソナリティの田家秀樹。

## 経歴
東京都府中市生まれて、杉並区に引っ越し、その後小金井市に引っ越して地元の学校に通う。父は音楽評論家でラジオパーソナリティの田家秀樹、母はニューヨーク事情に精通するフリージャーナリスト田家正子の間に育つ。両親は学生運動の盛んな中、大学卒業した後コピーライターだった秀樹と放送局勤務だった正子が知り合い、時代の世相もありヒッピー夫婦だった。河原で結婚式をして朝日新聞に記事となったほど最先端な行動力がった。1人っ子だった大知は自由に育てられた。家には四六時中、音楽関係者が出入りする環境のなか甲斐よしひろ、中村あゆみから「たいちくん」と幼少期から可愛がってもらう。
杉並区立桃井第二小学校から小金井市立小金井第一小学校、小金井市立小金井第二中学校、東京都立武蔵高等学校を卒業。小学校2年で離婚して父親と2人暮らしになる。その時の子育て奮闘記が主婦の友社から『主父の意見：教えてほしいFather and Son』（田家秀樹・著）として出版された。その後、中学生の時に父親は再婚。高校3年生ではサッカー部で東京都大会ベスト16に進出した（ポジションは左バック）。
1993年（平成5年）明治大学文学部フランス語学科に入学。演劇サークル「騒動舎」に所属し俳優、劇作家、演出家として活動。先輩にはジョビジョバがいた。
1996年（平成8年）4月、大学4年で1年間休学を決意。世界レベルに視野を広げたいと世界一周の旅に出て、26カ国を放浪。
1998年（平成10年）日本に帰国後、海外のミュージシャンに感化されて4人組バンド「SHOOT MY DISCO」を結成。ベースと作詞、作曲を担当。同年、編集プロダクション「株式会社エアー」に入社。全国のローソン全店舗にて無料配布のエンターテインメント情報誌「LAWSON TICKET WITH Loppi」の編集者としてライブレポート、ミュージシャンインタビューを担当。
以後、会社を退社。バンド活動をしながら国内外のロック音楽に関する音楽ライターに転身する。筋金入りのロック好きを兼ねて世界中のバンドを追っかけて世界を放浪した。ある日、ももいろクローバーZの『ピンキージョーンズ』という曲を聴いた瞬間、衝撃を受ける。アイドルでもこんなに面白い音楽をやっているんだ！と。それからはももクロにハマり、ライブに通い出すようになり、『自分ならこういう曲をやるのに』『自分ならこう見せるのに』とファンでいることに飽き足らなくなる。「自分ならこうするのに」と理想のアイドル像を思い浮かべる。ニューウェーブ（ロック音楽のジャンルの一つ）やインディーロックといった、あまり日の目を見ない音楽ジャンルをやるアイドルを現実にしたいと路上スカウトをはじめた。原宿、渋谷、新宿、秋葉原と1ヶ月で300人を超えた。
2012年（平成24年）10月、『ゆるめるモ!』を結成。同年12月ステージデビュー。まったくの未経験の状態から素人プロデュースとして活動開始をする。
2014年（平成26年）6月、コア新書から初の著書『ゼロからでも始められるアイドル運営 楽曲制作からライブ物販まで素人でもできる!』を出版。田家自身が経験したアイドルグループを自分の手で作るためのハウツー本。メンバー集めの手段。簡単にできるオリジナル曲の作りかた。CDを全国に流通させる方法。ダンス、衣装、ミュージックビデオ制作。ライブブッキングの仕組み。物販のメソッドなどなど。
2016年（平成28年）田家が手がける第2弾アイドルグループ「レッツポコポコ」を結成。
2019年（令和元年）8月、2冊目の著書『10年続くアイドル運営術~ゼロから始めた“ゆるめるモ! "の2507日~』を出版。「アイドルグループを自分の手で作る」ための令和版ハウツー本。
2019年（令和元年）9月、ゆるめるモ！研修生「ぴゅーぴるモ！」6名のメンバーお披露目。グループ名の由来は弟子を意味する「pupil」から。
2022年（令和4年）5月「合同会社 音楽で君を守る」を設立、代表に就任。音楽制作、イベント制作、アイドルプロデュース、音楽カフェ設立、洋服と音楽の合体、海外開拓など、音楽の無制限な力を使い「"君"を守る」活動をしていく。
2022年（令和4年）「株式会社 音楽で君を守る」に法人化。
2024年（令和6年）ゆるめるモ！が11年ぶりに新メンバー募集。同年2月17日、人気リアリティ番組「令和の虎」に志願者として出演。5人の虎（出資者）から完全ALLを獲得してドキュメント映画の製作費を獲得した。
2024年2月現在、ゆるめるモ！は117曲リリース。

## 人物
- 将来の夢は、引きこもりの子や不登校の子の居場所を作ること。家庭にも、会社にも、学校にも、居場所がないと思っている子っていっぱいいる。そういう人にとっての居場所を作りたい。そこに音楽があると最高だなと思っている[5]。
- 本屋で例えるとフョードル・ドストエフスキー、レフ・トルストイは素晴らしいが、万人が読むわけではない。本屋の入口にライト層へ届くベストセラーを平積みしておかないと、奥まで来てくれない感覚がある。だからライト層にも届くような曲を、目的が明確でゴールが見えている曲を書いている。もう少し世間が「ゆるめるモ!」に目を向けたら、田家の書く曲をもっと減らして、より深い楽曲を色々と作っていく予定である[5]。
- 初めてのプロデュース活動は路上スカウトから始まった。最初は直球で『アイドルになりませんか？』と声掛けしていたが、途中で『何やっている方ですか？』と話し掛ける方が効果的だと気付いた。会話を進める中で、『美容師になりたい』などと夢を持っている子がいたら、『そういう子にチャンスを与える活動しています。話を聞いてみませんか？』と返す。そこで食いついてくる子とは連絡先を交換し、後で『なぜ自分がアイドルを作りたいのか、そのためにはキミの力が必要なんだ！』と、全身全霊で作成した長文メールを送った[2]。
- 座右の銘は「見る前に跳べ」。常に考える前にまず動くというスタイルで、行き当たりばったりで目の前の状況にどんどん対応していく[7]。
- 放浪中、ドイツで高熱のため個室に隔離された。インドで日本の旅人にもらった電気グルーヴが入ったカセットテープを聴きながら励まされて持ちこたえた[7]。
- クリエイターとして影響を受けた人は手塚治虫、藤子・F・不二雄、ビースティ・ボーイズ[1]。
- 好きな作家は野坂昭如、村上龍、村上春樹、大江健三郎、カート・ヴォネガット、ジョン・アーヴィング、レイ・ブラッドベリ、ガブリエル・ガルシア＝マルケス[1]。
- 好きな映画監督はスティーヴン・スピルバーグ、クエンティン・タランティーノ、クリント・イーストウッド、クリストファー・ノーラン、ラッセ・ハルストレム、ペドロ・アルモドバル、ウェス・アンダーソン、ポール・トーマス・アンダーソン、ジョン・カーニー、園子温、矢口史靖、三谷幸喜、三木聡、今泉力哉、白石和彌、吉田恵輔[1]。
- 父親はニューミュージックに関する音楽評論家でラジオパーソナリティの田家秀樹。「人の価値は他人が判断するもの。自分で考えるな」と教わった[1]。
- 初めて買ったCDは10才のとき安全地帯「悲しみにさよなら」。中学生の時にバンドブームが来て「オフサイド」というバンドを結成。最初にコピーしたのはブルーハーツ「キスしてほしい」。高校に入るとハノイ・ロックスのコピーをして小金井公会堂（キャパ800名）のステージに立った[1]。
- 音楽ライターとして印象に残っているアーティストは、BUMP OF CHICKEN、椎名林檎、とんねるず、MIYAVI[1]。

## 交友録
- 発酵醸造料理人・発酵王子こと伏木暢顕は小中学校の同級生。同じバンドでドラムを担当していた[1]。
- プロレスラーGENTAROは同じ中学校の同級生[1]。
- TBSテレビアナウンサー安住紳一郎は大学の同級生で仲良しだった[1]。

## 制作論
- 音楽が思い浮かぶ時は映像まで見える。どの曲もいつもMVのイメージまで出来ている。映画を見ている時に楽曲のインスピレーションが湧くことが多い。特に「華氏451」「スクール・オブ・ロック」「砂漠でサーモン・フィッシング」「マグノリア」「はじまりのうた」「小さな恋のメロディ」はオススメ[7]。
- 海外の楽曲に影響を受けている。1996年に世界一周で21ヵ国に訪れ、様々な楽曲、人種と触れ合った。中国、チベット、ネパール、インド、パキスタン、イラン、トルコ、ブルガリア、ルーマニア、ユーゴスラビア、クロアチア、イタリア、スイス、ドイツ、オランダ、ベルギー、フランス、イギリス、アメリカ、メキシコ、ハワイ。その時の世界一周以外ではチュニジア、モロッコ、エチオピア、ケニア、タンザニア、ロシア、韓国、台湾、タイ、インドネシア、シンガポール、マレーシア、ベトナムに訪れた[1]。
- 苦しんでいる若者のために音楽で居場所を作ってあげたい、学校を作りたい。東日本大震災の報道と、就職に失敗して自殺する若者のニュースを聞いて「頑張らなくてもいいんだよ」と強く思った。幼少期に、いろんな大人たちが音楽を介して家の中に集まってきた環境が関わっている。両親の他に音楽のある世界、ハチャメチャな人、笑い声、そんな原体験があった。そういうカオスな空間やコンテンツに触れると今でもホッとする。心傷ついた人、頑張り過ぎちゃう人に何かしたいという思いは、小さいときの自分を見ているかもしれない[1]。
- 大学3年生で初めて作・演出を担当したカオスでハードコアパンクな内容の『アルツハイマー！ゾンビのドキドキハイスクール』が下北沢で上演。その世界感が映像制作の根幹をなしている[1]。

## 著書
- 『ゼロからでも始められるアイドル運営 楽曲制作からライブ物販まで素人でもできる!』（コア新書、2014年6月3日）　ISBN 978-4864366595
- 『10年続くアイドル運営術~ゼロから始めた“ゆるめるモ! "の2507日~』（コア新書、2019年8月20日）　ISBN 978-4866533360
- 『アソブロックとは何だったのか』（団遊ほか共著、ホンブロック、2022年9月30日）　ISBN 978-4908415036

## 手掛けたアーティスト
- ゆるめるモ!
  - あの
  - ようなぴ
- レッツポコポコ
- なにぬねるん?
- ひっくりかえせクラブ

## 作詞・作曲・編曲
ゆるめるモ!
- NEW WAVE STAR（作曲・編曲）　※編曲は安原兵衛との共作[8]
- KAWAIIハードコア銀河（作曲・編曲）[8]
- ゆるめるモん（作曲）[8]
- SWEET ESCAPE（作詞・作曲）[8]
- ゴールデンライフ（作詞・作曲・編曲）　※編曲は顕 -aki-との共作[9]
- ライフイズシンポー（作詞・作曲・編曲）　※編曲は安原兵衛との共作[9]
- 生きロック（作詞・作曲・編曲）　※編曲は安原兵衛との共作[9]
- モンスターメリーゴーラウンド（作詞・作曲・編曲）　※編曲は安原兵衛との共作[9]
- ゾンビダンス（作詞・作曲・編曲）　※編曲は安原兵衛との共作[9]
- ファンキーポップマジック（作詞）[9]
- サイケデリックわっしょい（作詞・作曲・編曲）　※編曲は安原兵衛との共作[9]
- 気にすんな（作詞・作曲・編曲）　※編曲は安原兵衛との共作[9]
- めちゃめちゃかわいい！（作詞・作曲・編曲）　※編曲は顕 -aki-との共作[9]
- a ____（あ、なんとか）」（作曲）　※M87との共作[9]
- サマーボカン（作詞・作曲）　※作詞は小林愛、作曲はハシダカズマとの共作[10]
- めんどいしんどいPUNKするか（作曲・編曲）[10]
- はみだしパラダイス（作詞・作曲）　※作詞は小林愛、松坂康司との共作[10]
- ゆるビスタ！（作詞・作曲）　※作詞は小林愛、松坂康司との共作[10]
- 聞こえる（作曲）　※ハシダカズマとの共作[11]
- 震えて甦れ（作曲）[11]
- 我が名とは（作曲）　※松坂康司との共作[12]
- ミュージック 3、4分で終わっちまうよね（作曲）　※M87との共作[12]
- 震えて甦れ（作曲）　※ハシダカズマとの共作[12]
- スキヤキ（作曲）　※松坂康司との共作
- Majiwaranai CAts（作曲）　※ハシダカズマとの共作
- 場viewer（作曲）　※松坂康司との共作
- ぺけぺけ（作曲）
- DO FUFU（作曲）
- 1!2!かんふー!（作詞・作曲）　※作詞は小林愛、作曲は松坂康司との共作[13]
- Only You（作曲）　※ハシダカズマとの共作
- モモモモモモ!世世世世世世!（作曲）　※松坂康司との共作
- SHAKER PEACEMAKER（作詞・作曲・編曲）　※編曲は安原兵衛との共作
- WOW WOW WAR 〜スカ・チャンポン斉唱戦線〜（作詞・作曲・編曲）　※編曲は安原兵衛との共作
- ふさえ（作詞・作曲・編曲）　※編曲は安原兵衛との共作
- ガチャガキ（作曲・編曲）　※編曲は安原兵衛との共作
- おこらないで（作詞・作曲・編曲）　※編曲は安原兵衛との共作
- やすもう（作詞・作曲・編曲）　※編曲は安原兵衛との共作
- ネバギバ酔拳（作詞・作曲・編曲）　※編曲は安原兵衛との共作
- 命あってのものだね（作詞・作曲・編曲）　※編曲は安原兵衛との共作
- 令和ワンダー（作詞・作曲・編曲）　※編曲は安原兵衛との共作
- ゴーアウト（作詞・作曲・編曲）　※編曲は安原兵衛との共作
- 洗うんだワールド（作詞・作曲・編曲）
- DELIVERY LIFESAVERS～ゆるめるモ!を止めないで～（作詞・作曲・編曲）　※編曲は安原兵衛との共作
- DANCE PUNK MONSTERS（作詞・作曲・編曲）　※編曲は安原兵衛との共作
- 推してよ♪（作詞・作曲・編曲）　※編曲は顕 -aki-との共作
- ゆるゼロ（作詞・作曲・編曲）
- ゆるモニ（作詞・作曲・編曲）
- ゆるレス（作詞・作曲・編曲）
- リキッドルーモ!（作詞・作曲・編曲）
- ゆるHA!（作詞・作曲・編曲）
- シンゆるめるモ!（作詞・作曲・編曲）
- つるめるモ!（作詞・作曲・編曲）
- サンキューフォーファイティング（作詞・作曲・編曲）
- ゆるビクス!（作詞・作曲・編曲）
- もういんないリンゴ飴（作曲・編曲）

ようなぴ
- 食べるなぴ（作曲・編曲）
- なぴ！イェイ！クリスマス！（作曲）

けちょん
- タントラチャッカラカナビス（作詞・作曲・編曲）

レッツポコポコ
- マーマレードの歌（作詞）[13]
- ぼくらの物語（作詞）[13]
- くらげくらげ（作詞）[13]
- 魔法の「カギカッコ」（作詞）
- クルクルポコポコ（作詞）
- 友よポコポコ（作詞）
- セイセイマゴマゴ（作詞）
- ○を止めないで（作詞）
- 風風サマー（作詞）

なにぬねるん？
- インターナショナルプレイガールズ（作詞・作曲・編曲）
- ボーイズビーアナーキー（作詞・作曲・編曲）※編曲は安原兵衛との共作
- スカイワーワー（作詞・作曲・編曲）
- ジグザグ心電図（作詞・作曲・編曲）
- いい子じゃいられない（作詞・作曲・編曲）
- ノーティノーティ（作詞・作曲・編曲）
- ガンジガラマー（作詞・作曲・編曲）※編曲は安原兵衛との共作
- 引っ越したい（作詞・作曲・編曲）
- お買い物は楽しいな（作詞・作曲・編曲）
- 節約のうた（作詞・作曲・編曲）
- 焼きそババババ（作詞・作曲・編曲）
- 仕事やだよ（作詞・作曲・編曲）
- 学校やだ！（作詞・作曲・編曲）
- スッピンでOK（作詞・作曲・編曲）
- まつげくるぶし（作詞・作曲・編曲）
- ひざ痛い（作詞・作曲・編曲）
- ラーメン食べようよ（作詞・作曲・編曲）
- ツンデレ音頭（作詞・作曲・編曲）
- ゴキブリホイホイ（作詞・作曲・編曲）
- 目の体操（作詞・作曲・編曲）
- 浮気しないで（作詞・作曲・編曲）
- マスク苦しいよ（作詞・作曲・編曲）
- 梅干しスッパイ（作詞・作曲・編曲）
- 車に乗って（作詞・作曲・編曲）
- 脳みそかゆい（作詞・作曲・編曲）
- やあやあお兄さん（作詞・作曲・編曲）

ねるんポクぽく
- アナタノカタナ（作詞・作曲・編曲）※作詞はねるんポクぽくとの共作
- チョキチョキ（編曲）
- じゃがじゃがじゃがいも（作詞・作曲・編曲）※作詞はねるんポクぽくとの共作
- 犬になる（作詞・作曲・編曲）※作詞はねるんポクぽくとの共作
- かぞえうた（作詞・作曲・編曲）※作詞はねるんポクぽくとの共作
- ねててえ（作詞・作曲・編曲）※作詞はねるんポクぽくとの共作
- ピンクの部屋（作詞・作曲・編曲）※作詞はねるんポクぽくとの共作
- おい謝謝うれ謝謝（作詞・作曲・編曲）※作詞はねるんポクぽくとの共作
- おぷろやだよ（作詞・作曲・編曲）※作詞はねるんポクぽくとの共作

ぴゅーぴるモ！
- ぴゅ（作詞・作曲・編曲）

DOTAMA
- フリースタイル全部 feat.ゆるめるモ！（作詞・作曲・編曲）　※作詞はDOTAMA、編曲は安原兵衛との共作[8]

「「「ゆきさき」」」
- ゆきさきエアポート（作詞・作曲・編曲）[14]

プランクスターズ
- セフレラブ（作詞・作曲）

Re:REPLIE
- こしひくっ！（作詞・作曲・編曲）　※編曲は顕 -aki-との共作

羽島みき
- 結婚ディスコ（作詞・作曲・編曲）　※編曲はWarabi Musicとの共作

ぴぴぴくせる
- どちて？蛙化現象（作詞・作曲・編曲）　※編曲は顕 -aki-との共作

Suneeds
- フレンドとレインボー（作詞・作曲）

透明教室与平行女孩（Transparent Classroom & Parallel Girls / 透明教室とパラレルガール）
- 无糖大操场（Non-sugar Fxxking Playground）（作曲）

ららぱれーど！
- LIFE Vortex LIFE（作曲・編曲）　※編曲は顕 -aki-との共作

ダダダ団
- Beyond Reality（作詞・作曲・編曲）　※編曲はM87との共作

OMG
- ダンシングダンデライオン（作詞・作曲・編曲）　※編曲は顕 -aki-との共作
- Clap Your Hands Now!（作詞・作曲・編曲）　※編曲は顕 -aki-との共作

SHOOT MY DISCO
- 皿は常にお米でいっぱいだ（作曲）　※バンドでの共作
- 侍には裏技（作曲）　※バンドでの共作
- グルーリーメンソール（作詞・作曲）　※バンドでの共作
- ライフサイクルビ（作詞・作曲）　※バンドでの共作
- NYCはえすむら（作曲）　※バンドでの共作
- 力力（作曲）　※バンドでの共作
- ミサイル・ガール・光（作曲）　※バンドでの共作
- ロック出ねえ（作曲）　※バンドでの共作

## 監督・撮影・編集

### テレビ
- RoOT / ルート オブ オッドタクシー（テレビ東京）　- 監修

### ミュージックビデオ
ゆるめるモ!
- NEW WAVE STAR（監督・撮影・編集）[15]
- DANCE PUNK MONSTERS（監督・撮影・編集）
- もういんないりんご飴（監督・撮影・編集）
- ゆるビクス！（監督・編集）
- サンキューフォーファイティング（監督・編集）
- must 正（監督・撮影・編集）
- 永遠の瞬間（監督・撮影・編集）
- NEW WAVE STAR」

なにぬねるん？
- ボーイズビーアナーキー（監督・撮影・編集）
- スカイワーワー（監督・撮影・編集）
- ジグザグ心電図（監督・編集）
- いい子じゃいられない（監督・撮影・編集）
- ノーティノーティ（監督・撮影・編集）
- ガンジガラマー（監督・編集）

ねるんポクぽく
- チョキチョキ（監督・撮影・編集）
- じゃがじゃがじゃがいも（監督・編集）
- ねててえ（監督・撮影・編集）

Re:REPLIE
- こしひくっ！（制作）

## 小説
- うんこのワールドカップ（2010年作）　※未発表

## 出演

### テレビ
- ほぼほぼ ～真夜中のツギクルモノ探し（テレビ東京）

### インターネット放送
- 令和の虎（YouTube放送）　※ https://youtube.com/7JOGv3NwMIE

### 書籍
- 音楽業界ノンフィクション　音楽にまつわる「ちょっといい話」（日本音楽制作者連盟）- 「命を救うためのアイドル運営」

### 雑誌
- 音楽主義（日本音楽制作者連盟）
- ドカント（デジタルスタイル）- 「異能者 ちょっとお話いいですか？」
- BUBKA（白夜書房）- 「アイドルクリエイターズファイル」

## 株式会社音楽で君を守る
株式会社音楽で君を守る（save you with music co.,ltd）は、東京都府中市宮西町に本社を置く、日本のイベント企画会社、メディア運営会社、芸能事務所。
2023年に田家大知が「1人でも多くの人を、音楽の力で守りたい」がために創業。音楽プロデューサーとして10年間活動した後、命と場所と音楽を作るために会社を立ち上げた。会社理念は「ユーモアと勇気を手に握りしめて、"君"を守るために頑張ります。」

### 業務内容
1. イベント企画制作
2. タレントマネジメント
3. 楽曲制作・プロデュース
4. 映像制作
5. アイドルコンサルタント
6. 洋服プロデュース
7. カフェプロデュース
8. 学校を作る
9. 音楽療法
10. 海外旅行プロデュース

### 企業ポリシー
1. 音楽で君を守る
2. 自死者を1人でもなくす
3. 音楽で人を救う
4. 音楽で居場所を作る
5. 音楽で世界を広げる
6. 命・場・音楽

### 沿革
- 2022年4月、合同会社音楽で君を守るを設立[16]。
- 2023年8月、株式会社音楽で君を守るを設立。
- 2024年3月2日・3日に台湾で初の自社主催アイドルフェス「肯定解放！×エクストロメ‼︎×MAH in 台湾」を開催。同時にドキュメンタリー映画を制作[17]。